# ひさいちよしき
ひさいち よしきは、日本のイラストレーター。漫画家。

## イラスト担当作品
富士見ファンタジア文庫
- ひかわ玲子『百星聖戦紀』シリーズ　全10巻[注釈 1]（富士見ファンタジア文庫、1995-2005）
- 小林めぐみ『大地をわたる声を聞け』上下巻（富士見ファンタジア文庫、1995）
- 小林めぐみ『必殺お捜し人』シリーズ　全9巻（富士見ファンタジア文庫、1996-1999）
- 小林めぐみ『道楽貴族オアジズの冒険』シリーズ　全2巻（富士見ファンタジア文庫、2001-2002）
- ろくごまるに『封仙娘娘追宝録』シリーズ　全16巻（富士見ファンタジア文庫、1995-2009）

富士見ミステリー文庫
- 深沢美潮『菜子の冒険　猫は知っていたのかも。』（富士見ミステリー文庫、2000）
- 深見真『探偵王女フジコ』シリーズ　全2巻（富士見ミステリー文庫、2003）

## 漫画
- 封仙娘娘追宝録（ファンタジアバトルロイヤル掲載）
- わたしのガーディアン（月刊ドラゴンマガジン掲載）
- 行け！とらぶるバスターズ（月刊ドラゴンマガジン掲載 1999-2003年）
- Try Again（月刊ドラゴンマガジン掲載）